# Valdemarsegen

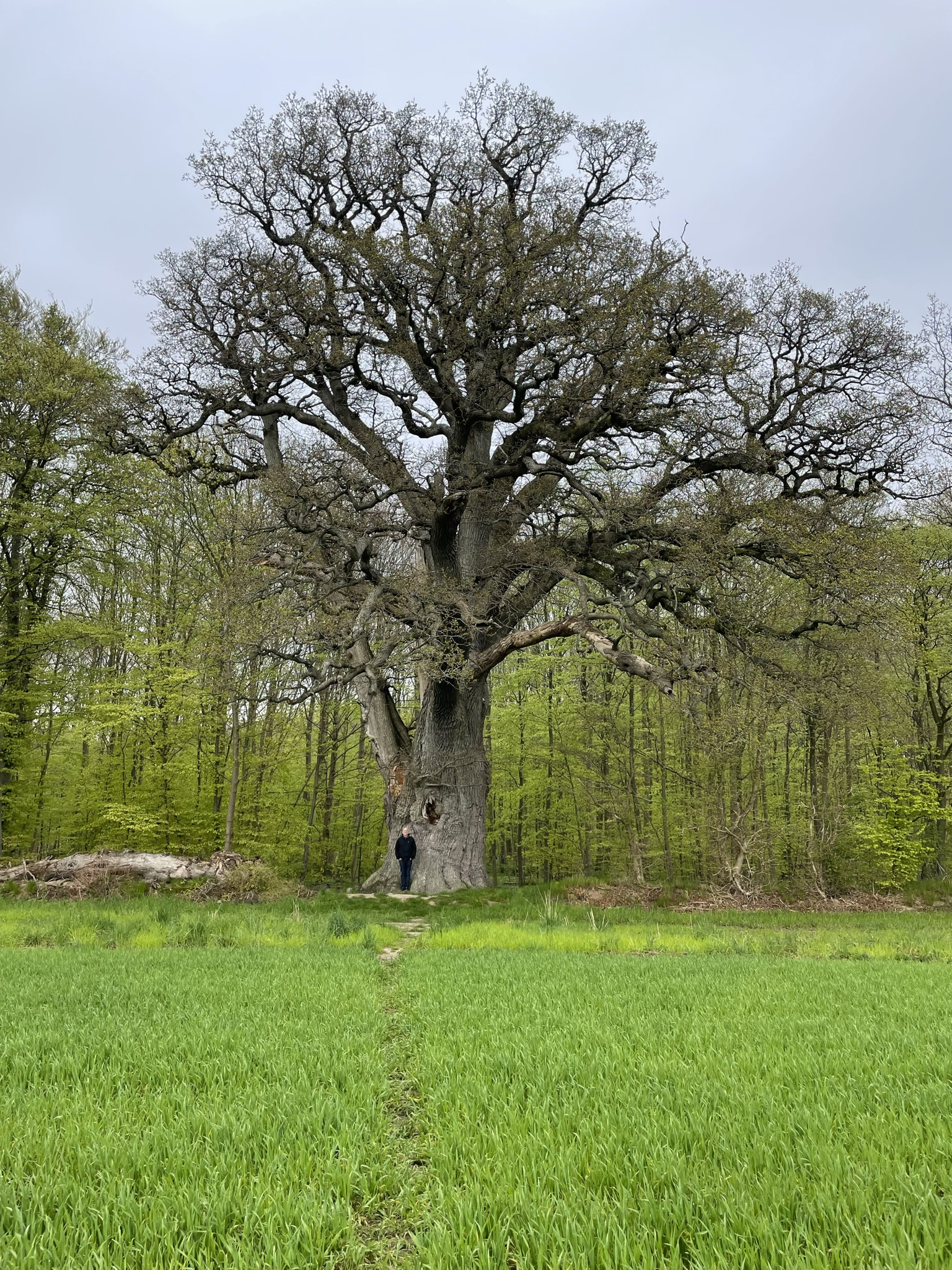
Valdemarsegen, 2023

De Valdemarsegen is een zomereik die op het landgoed Corselitze staat, nabij de Deense stad Karleby. Hij staat ongeveer 8 kilometer ten oosten van Nykøbing Falster. De Valdemarsegen wordt gezien als de boom met de grootste omvang in Denemarken omdat hij de meeste kubieke meters hout bevat. 
De eik is 25 meter hoog en de kroon heeft een breedte van dertig meter. De omtrek van de stam is op verschillende momenten gemeten. In 1863 bedroeg de omtrek 7,32 meter bedroeg en in 2006 bedroeg de omtrek 9,54 meter. Dit houdt in dat de omtrek met 1,55 centimeter per jaar is toegenomen. Er wordt geschat dat de Valdemarsegen ongeveer 500 jaar oud is.
Voor enige tijd heeft er een holte in de stam gezeten. In 1914 werd deze dusdanig groot dat de toenmalige eigenaren de boomchirurg John Waterwal inhuurde om te zorgen dat de boom niet zou komen te overlijden. De holte was dusdanig groot dat er een paard in kon. Het gat werd gevuld met stenen en beton en de gaten hoger in de boom werden opgevuld met loodplaten. De werkzaamheden namen drie weken in beslag maar hadden wel als resultaat dat de opening in de stam grotendeels is dichtgegroeid.